# Ilmari Salminen
Ilmari Salminen (Finlandia, 21 de septiembre de 1902-5 de enero de 1986) fue un atleta finlandés, especialista en la prueba de 10000 m en la que llegó a ser campeón olímpico en 1936.

## Carrera deportiva
En los JJ. OO. de Berlín 1936 ganó la medalla de oro en los 10000 metros, corriéndolos en un tiempo de 30:50.4 segundos, llegando a meta por delante de sus compatriotas los también finlandeses Arvo Askola y Volmari Iso-Hollo (bronce).